# Храм Светог Николаја Мирликијског у Раковици
Храм Светог Николаја Мирликијског је храм Српске православне цркве који се налази у насељу у београдској општини Раковица.

## Опште информације
Храм припада архиепископији београдско-карловачкој, а већина радова на његовој изградњи завршена је до 2019. године. Стациониран је када се из правца Булеваром патријарха Димитрија уз Раковички поток крене ка Авали, око брда Пружевица и Стражевица. У његовој близини налази се манастир Раковица.
Служба је у цркви одржана први пут у децембру 2018. године за славу Светог Николе. Храм је за вернике отворен 2019. године за Васкрс иако су и тада још увелико трајали радови. Изградња цркве почела је 2018. године, а грађена је од природних материјала пореклом из Србије, по пројекту архитекте Оливере Добријевић.
Црква се простире на 110 квадрата и уклапа се у простор који јој је близак, у композицију манастира и капеле посвећене Светој Петки. На храму преовладава моравски стил, али има детаља из рашке стилске групе. Цела је изидана циглом, прозори и врата су од храстовине, под од буковичког гранита, олтар од белог мермера, а кров и окапнице око прозора су бакарни.
На фасади храма су постављени и мозаици. Посвећени су Светом Николи, Господу, Богородици, Светом Сави, Светој Петки. Мозаике је урадио проф. Ђуро Радловић, академски уметник. Розете од венчачког белог мермера рад су вајара Милоша Комада. Комад тренутно даје „живот” симболичкој композицији с грифонима и грбом Краљевине Србије.
Храм је освештан 23. новембра 2019. године од стране патријарха Иринеја.